# The End of It All
«The End of It All»  es una canción de la banda gótica noruega Sirenia. 
Fue lanzada por Nuclear Blast para la descarga digital el 21 de diciembre de 2010, siendo el único sencillo del álbum The Enigma of Life. 
El tema presenta dos variantes: la lanzada para radio y vídeo (Radio Edit) y la versión original del álbum (Album Edit). Una vez más, la primera versión es sensiblemente más corta que la del álbum: 3:56 (Radio Edit) y 4:31 (Album Edit).

## Vídeo musical
El vídeo musical de promoción fue filmado en Gotemburgo, Suecia en noviembre de 2010 y fue dado a conocer el 5 de enero de 2011. Ha sido dirigido por el reconocido director sueco Patric Ullaeus de Revolver Film Company, quien por segunda vez consecutiva colabora con Sirenia. En el audiovisual sólo aparecen Morten Veland y Ailyn, los únicos miembros de la banda que participaron en la grabación del tema y del álbum en general. 

## Lista de canciones
1. "The End of It All (radio edit)" - 3:56
2. "Fallen Angel (versión acústica)" - 3:45

## Créditos
- Morten Veland – Voz gutural, guitarra, bajo, teclado, programaciones, batería
- Ailyn – Voz